# پاسکال آفی انگسان
پاسکال آفی انگسان (انگلیسی: Pascal Affi N'Guessan؛ زادهٔ ۱ ژانویهٔ ۱۹۵۳) سیاستمدار و نخست وزیر ساحل عاج از ۲۷ اکتبر ۲۰۰۰ تا ۱۰ فوریه ۲۰۰۳ بود.